# Ronald Munro-Ferguson, I visconte Novar
Ronald Crauford Munro-Ferguson, I visconte di Novar (Kirkcaldy, 6 marzo 1860 – Scozia, 30 marzo 1934), è stato un politico britannico, governatore generale dell'Australia dal 1914 al 1920. È stato probabilmente uno dei più influenti uomini politici tra quelli che hanno rivestito il suo ruolo.

## Biografia
Ferguson, figlio di un ricco membro scozzese della Camera dei Comuni (il Parlamento Britannico) è nato nella casa della sua famiglia sita nell'area di Raith del Kirkcaldy, Fife, in Scozia. Egli si è diplomato alla Sandhurst e ha proseguito la sua carriera militare sino al 1884, quando è riuscito ad ottenere un seggio parlamentare. Ronald Ferguson è diventato segretario privato di Lord Rosebery, un leader del Liberali, e nel 1889 si è sposato con Lady Helen Blackwood, figlia di Marchese di Dufferin e Ava, e Viceré dell'India.
Come Rosebery, Munro-Ferguson appartiene all'ala imperialista del partito Liberale che appoggia la politica imperiale dei governi conservatori, politica imperiale che ha raggiunto l'apice con la seconda guerra boera. Questo conflitto è stato energicamente avversato dall'ala radicale dei liberali e pertanto quando nel 1905 questi tornano al governo con Campbell-Bannerman prima e con Asquith poi, a dispetto del suo talento e della sua competenza Ferguson non ha speranze di ottenere un posto nel gabinetto. Quindi quando nel febbraio del 1914 gli viene offerta la carica di Governatore Generale dell'Australia, Ferguson non esita ad accettarla.
La vasta esperienza politica di Munro-Ferguson, i suoi legami con il governo liberale di Londra e la sua visione imperialista lo rendono incline ad intervenire nella politica australiana, ma il suo senso istituzionale farà sì che il suo attivismo politico venga confinato dietro le quinte.
Quando giunge a Melbourne Ferguson si trova di fronte ad una grave crisi politica e istituzionale. Il partito Liberale del Commonwealth del premier Joseph Cook, che a dispetto del nome è legato ai conservatori e non ai liberali britannici, governa grazie al solo seggio di maggioranza che dispone alla camera e deve fronteggiare l'opposizione laburista che controllando il Senato riesce a frustrare il governo. Cook, in virtù del dettato normativo della sezione 57 della costituzione australiana, è determinato a chiedere lo scioglimento di entrambe le camere e ad indire elezione anticipate. Questa richiesta verrà formalizzata il 2 giugno 1914, tre settimane dopo l'insediamento di Ferguson il quale dovrà prendere in considerazione i molteplici aspetti della questione. Il parlamento ha ancora due anni di vita prima della sua scadenza naturale, il governo non è mai stato battuto alla camera, la quale è l'unica legittimata a sfiduciare il governo, e l'unica ragione per indire le elezioni anticipate risiede nella maggioranza laburista al Senato. In Gran Bretagna la Camera dei Lord, i cui membri non sono eletti ma nominati, non è in grado di influenzare o ostacolare la politica del governo e per il nuovo Governatore Generale è quindi arduo comprendere il valore politico che viene attribuito in Australia alla camera alta.
Quando il Governatore, nonostante le sue perplessità, aderisce alla richiesta di sciogliere il parlamento deve fronteggiare la reazione furiosa dell'opposizione laburista, data per sconfitta alle imminenti elezioni, la quale accusa Cook di manipolare la costituzione per garantirsi il controllo del senato.
La campagna elettorale viene sconvolta dall'imprevisto scoppio della prima guerra mondiale che provoca una grave crisi all'interno del governo australiano, in carica solo per il disbrigo degli affari correnti, i cui membri non hanno alcuna esperienza in politica estera. In queste circostanze Munro-Ferguson è il solo uomo a possedere sia l'autorità costituzionale sia l'esperienza politica per guidare gli atti che il governo deve intraprendere per fronteggiare il conflitto. È Ferguson che convocherà il gabinetto, ordinerà la mobilitazione dell'esercito e manterrà i collegamenti con il governo del Regno Unito.
La guerra mondiale sconvolgerà i pronostici fatti alla vigilia della campagna elettorale favorendo la vittoria dei laburisti di Fisher, i quali si battevano per mantenere una maggiore autonomia dell'esercito australiano. Quando nel settembre del 1914 si forma il governo laburista di Fisher, Ferguson crea un forte legame con Billy Hughes, l'energico ministro che è alla cabina di regia creata per organizzare lo sforzo bellico.
Nell'ottobre del 1915 Fisher rassegna le dimissioni e Hughes ottiene la leadership del partito laburista e la guida del governo. Munro-Ferguson riconosce le qualità del nuovo premier e decide di appoggiarlo sia pubblicamente che privatamente. Il primo ministro australiano, nonostante l'opposizione della corrente maggioritaria del suo partito nel 1916, dopo una visita in Gran Bretagna, si convince della necessità dell'introduzione della leva obbligatoria per rendere efficace il contributo australiano allo sforzo bellico. La vasta maggioranza dei Laburisti, che comprendeva l'ala cattolica e il sindacato, avversano fortemente questa riforma e nell'ottobre del 1916, in un plebiscito voluto da Hughes, la popolazione Australiana, grazie anche all'attivismo dell'Arcivescovo Daniel Mannix respinge la costituzione dell'esercito di leva. La sconfitta referendaria non fa desistere Hughes che con pervicacia insiste nel chiedere la coscrizione obbligatoria, costringendo in tal modo i Laburisti di deliberare nel novembre del 1916 l'espulsione del premier dal partito.
A questo punto, Munro-Ferguson che ha appoggiato con entusiasmo la battaglia di Hughes, incoraggia il premier e il capo dell'opposizione Cook a fondare un nuovo partito conservatore che prenderà il nome di partito nazionalista. La nuova formazione politica otterrà una netta vittoria nelle elezioni del 1917, ma il successivo referendum del dicembre dei quello stesso anno non otterrà l'esito sperato dal Governatore e dal premier. Come aveva promesso Hughes, a seguito della sconfitta referendaria, rassegnò le sue dimissioni ma il Governatore Generale, preso atto dell'assenza di valide alternative politiche, gli conferì l'incarico di formare il nuovo governo.
La stretta collaborazione di Ferguson con Hughes non trasformerà quest'ultimo in una marionetta del Governatore e quando David Lloyd George diventa primo ministro in Gran Bretagna, Hughes decide di comunicare direttamente con lui. In tal modo Hughes riduce il ruolo di portavoce in Australia degli interessi britannici che la prassi sino a quel momento attribuiva al Governatore Generale. Anche grazie allo sforzo bellico l'Australia ha ormai ottenuto il diritto a condurre una politica estera che prescinda dagli interessi del Regno Unito. nella sua ruolo totalmente indipendente negli, fino a quel momento attribuito al Governatore.
Nel maggio del 1919 un amareggiato Munro-Ferguson avvisa Londra che desidera dimettersi, ma viene convinto a rimanere in carica almeno fino alla visita ufficiale che il principe di Galles e futuro Re Edoardo VII intende intraprendere in Australia nel 1920. Egli dovrà così attendere l'ottobre del 1920 per ritornare in patria dopo sei anni. Al suo ritorno Ferguson ottiene il titolo appositamente coniato per lui di Visconte di Novar, di Raith nella Contea di Fife e di Novar nella Contea di Ross. Nonostante la sua lunga militanza liberale nel 1922 egli viene nominato Segretario per la Scozia dal governo conservatore di Andrew Bonar Law, e manterrà questa carica fino al 1924. Il primo Visconte di Novar muore nella sua casa nel 1934. I suoi scritti sono considerati dagli storici di fondamentale importanza per ricostruire la storia politica australiana e il ruolo dell'Australia durante la prima guerra mondiale.